# 이봄소리
이봄소리(1992년 10월 19일 ~ )는 대한민국의 배우이다.

## 학력
- 중앙대학교 연극학과 졸업

## 출연작

### 연극
- 2020년 ~ 2021년 《아마데우스》 : 콘스탄체 비버 역

### 뮤지컬
- 2012년 《롤리폴리》
- 2014년 《더 데빌》
- 2015년 ~ 2016년 《무한동력》
- 2015년 ~ 2016년 《밀당의 탄생》
- 2016년 《아랑가》
- 2016년 《고래고래》
- 2016년 ~ 2017년 《로미오와 줄리엣》
- 2017년 《경성특사》
- 2017년 《록키 호러 쇼》
- 2017년 《인터뷰》
- 2018년 《노트르담 드 파리》
- 2018년 《노트르담 드 파리》(김해공연)
- 2018년 《노트르담 드 파리》(부산공연)
- 2018년 《노트르담 드 파리》(울산공연)
- 2018년 《노트르담 드 파리》(대전공연)
- 2018년 《노트르담 드 파리》(대구공연)
- 2018년 《노트르담 드 파리》(광주공연)
- 2018년 《노트르담 드 파리》(인천공연)
- 2018년 《노트르담 드 파리》(수원공연)
- 2018년 《노트르담 드 파리》(창원공연)
- 2018년 《노트르담 드 파리》(천안공연)
- 2018년 《노트르담 드 파리》(전주공연)
- 2018년 ~ 2019년 《광화문 연가》
- 2019년 《광화문 연가》(대구공연)
- 2019년 《광화문 연가》(부산공연)
- 2019년 《광화문 연가》(대전공연)
- 2019년 《광화문 연가》(이천공연)
- 2019년 《이선동 클린센터》
- 2020년 《마리 퀴리》 ... 안느 코발스키 역
- 2020년 《차미》 ... 차미 역
- 2020년 《마리 퀴리》 ... 안느 코발스키 역
- 2020년 《썸씽로튼》 ... 포샤 역
- 2020년 《광주》 ... 문수경 역
- 2021년 《광주》 ... 문수경 역
- 2021년 《엑스칼리버》 ... 가네비어 역
- 2021년 《엑스칼리버》 ... 가네비어 역 (전주공연)
- 2021년 《엑스칼리버》 ... 가네비어 역 (대전공연)
- 2021년 《프랑켄슈타인》 ...쥴리아 역
- 2024년 《너를 위한 글자》 ... 캐롤리나 역
- 2024년 《브론테》 ... 샬럿 역
- 2024년 《4월은 너의 거짓말》 ... 미야조노 카오리 역

### 드라마
- 2016년 SBS 월화 미니시리즈 《닥터스》
- 2018년 KBS2 수목 미니시리즈 《우리가 만난 기적》
- 2019년 KBS2 수목 미니시리즈 《저스티스》 ... 박효림 역
- 2021년 tvN 목요 미니시리즈 《슬기로운 의사생활 2》
- 2022년 tvN 월화 미니시리즈 《링크 : 먹고 사랑하라, 죽이게》 ... 황민조 역
- 2024년 ENA 월화 미니시리즈 《야한(夜限) 사진관》 ... 김지원 역
- 2024년 JTBC 수목 미니시리즈 《비밀은 없어》 ... 이하영 역